# Brownie McGhee
Brownie McGhee, cuyo nombre de nacimiento era Walter McGhee (Knoxville, Tennessee, 30 de noviembre de 1915 - Oakland, California, 16 de febrero de 1996), fue un guitarrista y cantante de blues.

## Historial
McGhee, paralítico de la pierna derecha, aprendió a tocar la guitarra de su padre, quien le enseñó el típico estilo fingerpicking propio de los Apalaches. Abandonó su casa con sólo diez años y se dedicó a tocar en espectáculos de minstrel y medecine shows. Durante los años 1930, McGhee formó una banda propia, con dos guitarras, armónica y tabla de lavar. En una de sus actuaciones, Bull City Red les presentó a Blind Boy Fuller y a Sonny Terry. McGhee siempre mostró una especial admiración por Fuller, hasta el punto de que, tras la muerte de éste, realizó algunas grabaciones bajo el nombre de Blind Boy Fuller II, en un claro estilo Piedmont.
Al fallecer Fuller en 1940, McGhee se fue a Nueva York, con Sonny Terry. A partir de este momento, las carreras musicales de Terry y McGhee están unidas, en el dúo "Sonny & Brownie", una de las formaciones más estables y exitosas de la historia del blues, realizando un gran número de grabaciones. Cuando, en los años 1960, su blues rural comenzó a perder el favor del público negro, Sonny & Brownie fueron acogidos por el público folk y por el público europeo.
A comienzos de los años 1980, Terry y McGhee se separaron, después de un período de creciente desafección. McGhee se instaló en Los Ángeles, donde siguió tocando de forma esporádica, hasta su fallecimiento.